# Liste des monuments historiques de Sarlat-la-Canéda
Ce tableau présente la liste de tous les monuments historiques classés ou inscrits dans la ville de Sarlat-la-Canéda, Dordogne, en France.
En 1964, le centre ville de Sarlat est l'un des tout premiers secteurs sauvegardés de France par application de la loi Malraux, quelques mois après ceux de Lyon et de Chartres, et le même jour que ceux de Montferrand et Saumur.

## Statistiques
Sarlat-la-Canéda compte 74 édifices comportant au moins une protection au titre des monuments historiques, soit 8,3 % des monuments historiques du département de la Dordogne. Cinq d'entre eux font l'objet de deux protections et un autre de trois protections. 19 édifices comportent au moins une partie classée ; les 55 autres sont inscrits.
Bien que ne comptant que 9 127 habitants en 2014, Sarlat-la-Canéda est la 36e commune de France en termes de protections au titre des monuments historiques.
Le graphique suivant résume le nombre de premières protections par décennie depuis 1840 :

## Liste
| Monument                                                                            | Adresse                                           | Coordonnées                      | Notice         | Protection     | Date           | Illustration |
| ----------------------------------------------------------------------------------- | ------------------------------------------------- | -------------------------------- | -------------- | -------------- | -------------- | --- |
| Ancien couvent de l'Ordre de Notre-Dame                                             | 4, 6 place Salvador-Allende                       | 44° 53′ 25″ nord, 1° 13′ 09″ est | « PA00082925 » | Inscrit Classé | 1949 1981      | Ancien couvent de l'Ordre de Notre-Dame |
| Ancienne chapelle des Dames-de-la-Foi ou chapelle des Mirepoises                    | 15 rue Fénelon                                    | 44° 53′ 25″ nord, 1° 13′ 06″ est | « PA00082917 » | Inscrit        | 1963           | Ancienne chapelle des Dames-de-la-FoiJean Secret, « À propos des Mirepoises de Sarlat. Les Dames de la Foi en Périgord », dans Bulletin de la Société historique et archéologique du Périgord, t. 92, 1965, p. 49-52 (lire en ligne)ou chapelle des Mirepoises |
| Ancien Hôtel-Dieu de Sarlat-la-Canéda                                               | 2 rue du Minage rue Albéric-Cahuet rue des Mazels | 44° 53′ 23″ nord, 1° 12′ 58″ est | « PA00082935 » | Inscrit        | 1977           | Ancien Hôtel-Dieu de Sarlat-la-Canéda |
| Ancienne cathédrale Saint-Sacerdos de Sarlat                                        | place du Peyrou                                   | 44° 53′ 20″ nord, 1° 13′ 01″ est | « PA00082916 » | Classé         | 1840           | Ancienne cathédrale Saint-Sacerdos de Sarlat |
| Ancien hôtel de ville de Sarlat Ancien évêché de Sarlat                             | place du Peyrou                                   | 44° 53′ 19″ nord, 1° 13′ 00″ est | « PA00082941 » | Classé         | 1904           | Ancien hôtel de ville de SarlatAncien évêché de Sarlat |
| Ancien Hôtel de Génis                                                               | 6 rue du Présidial                                | 44° 53′ 19″ nord, 1° 13′ 00″ est | « PA00082936 » | Inscrit        | 1961           | Ancien Hôtel de Génis |
| Ancien évêché                                                                       | rue Tourny                                        | 44° 53′ 19″ nord, 1° 13′ 00″ est | « PA00082932 » | Inscrit        | 1927           | Ancien évêché |
| Ancienne chapelle du monastère des Récollets ou des Pénitents blancs et son cloître | rue Jean-Jacques-Rousseau rue de la Charité       | 44° 53′ 24″ nord, 1° 12′ 55″ est | « PA00082921 » | Inscrit        | 1937           | Ancienne chapelle du monastère des Récolletsou des Pénitents blancs et son cloître |
| Ancienne église Sainte-Marie de Sarlat-la-Canéda                                    | place Boissarie, rue Victor-Hugo                  | 44° 53′ 24″ nord, 1° 13′ 00″ est | « PA00082930 » | Classé         | 1905           | Ancienne église Sainte-Marie de Sarlat-la-Canéda |
| Ancienne maison du Présidial                                                        | 6 rue Landry                                      | 44° 53′ 22″ nord, 1° 13′ 04″ est | « PA00082965 » | Inscrit        | 1944           | Ancienne maison du Présidial |
| Chapelle de Notre-Dame-de-Bon-Encontre                                              | 24 rue Jean-Jaurès                                | 44° 53′ 30″ nord, 1° 13′ 15″ est | « PA00082918 » | Inscrit        | 1949           | Chapelle de Notre-Dame-de-Bon-Encontre |
| Chapelle des Pénitents blancs ou chapelle du monastère des Récollets                | rue Jean-Jacques-Rousseau rue de la Charité       | 44° 53′ 24″ nord, 1° 12′ 55″ est | « PA00082919 » | Classé         | 1944           | Chapelle des Pénitents blancsou chapelle du monastère des Récollets |
| Chapelle des Pénitents bleus ou chapelle Saint-Benoît                               | cour du Cloître                                   | 44° 53′ 19″ nord, 1° 13′ 03″ est | « PA00082920 » | Classé         | 1944           | Chapelle des Pénitents bleusou chapelle Saint-Benoît |
| Château de Campagnac                                                                | Campagnac                                         | 44° 55′ 26″ nord, 1° 11′ 23″ est | « PA24000020 » | Inscrit        | 1998           | Château de Campagnac |
| Château de La Boétie                                                                | sur la route de Vitrac                            | 44° 52′ 06″ nord, 1° 12′ 37″ est | « PA00082922 » | Inscrit        | 1948 1998      | Château de La Boétie |
| Couvent Sainte-Claire                                                               | 4 rue de La-Boétie                                | 44° 53′ 20″ nord, 1° 12′ 54″ est | « PA00082926 » | Inscrit        | 1944           | Couvent Sainte-Claire |
| Croix de la Bouquerie                                                               | place de la Bouquerie                             | 44° 53′ 26″ nord, 1° 13′ 07″ est | « PA00082927 » | Inscrit        | 1946           | Croix de la Bouquerie |
| Église Saint-Jean-Baptiste de La Canéda                                             | la Plaine du Bourg, rue des Templiers             | 44° 51′ 29″ nord, 1° 14′ 14″ est | « PA00082928 » | Inscrit        | 1962           | Église Saint-Jean-Baptiste de La Canéda |
| Église Notre-Dame de la Nativité de Temniac                                         | Temniac                                           | 44° 54′ 39″ nord, 1° 12′ 52″ est | « PA00082929 » | Classé         | 1920           | Église Notre-Dame de la Nativité de Temniac |
| Ancien Hôpital général de Sarlat Le Colombier                                       | 30 avenue Gambetta                                | 44° 53′ 33″ nord, 1° 12′ 51″ est | « PA00082933 » | Inscrit        | 1946 1961      | Ancien Hôpital général de SarlatLe Colombier |
| Hôtel d'Anglars                                                                     | boulevard Eugène-Leroy rue de La-Calprenède       | 44° 53′ 27″ nord, 1° 12′ 52″ est | « PA00082934 » | Inscrit        | 1948           | Hôtel d'Anglars |
| Hôtel Gérard du Barry                                                               | 3 rue Fénelon                                     | 44° 53′ 26″ nord, 1° 13′ 02″ est | « PA00082948 » | Inscrit Classé | 1944 1998 2008 | Hôtel Gérard du Barry |
| Manoir de Gisson                                                                    | 1 rue Magnanat                                    | 44° 53′ 25″ nord, 1° 13′ 00″ est | « PA00082937 » | Classé         | 1969           | Manoir de Gisson |
| Hôtel de Maleville dit Hôtel de Vienne                                              | 3 rue du Minage rue du Vieil-Hôpital              | 44° 53′ 22″ nord, 1° 13′ 00″ est | « PA00082938 » | Classé         | 1889           | Hôtel de Malevilledit Hôtel de Vienne |
| Hôtel des Mirepoises                                                                | 13 rue Fénelon                                    | 44° 53′ 25″ nord, 1° 13′ 05″ est | « PA00082951 » | Inscrit        | 1962           | Hôtel des Mirepoises |
| Hôtel Monméja                                                                       | 9 rue Jean-Jacques-Rousseau 6 côte de Toulouse    | 44° 53′ 23″ nord, 1° 12′ 55″ est | « PA00082939 » | Inscrit        | 1944           | Hôtel Monméja |
| Hôtel de ville de Sarlat-la-Canéda                                                  | place de la Liberté                               | 44° 53′ 24″ nord, 1° 13′ 01″ est | « PA00082940 » | Classé         | 1947           | Hôtel de ville de Sarlat-la-Canéda |
| Hôtel de Cidrac                                                                     | Passage Emmanuel-Payen                            | 44° 53′ 25″ nord, 1° 12′ 57″ est | « PA00082942 » | Inscrit        | 1944           | Hôtel de Cidrac |
| Immeuble des Contributions ou hôtel de Cerval (escalier intérieur et balustrade)    | 13 rue du Siège                                   | 44° 53′ 17″ nord, 1° 12′ 55″ est | « PA00082961 » | Inscrit        | 1944           | Image manquante Téléverser |
| Immeuble                                                                            | 1 place de la Bouquerie                           | 44° 53′ 26″ nord, 1° 13′ 06″ est | « PA00082944 » | Inscrit        | 1944           | Immeuble |
| Immeuble                                                                            | 1 rue des Consuls 1 rue Peyrat                    | 44° 53′ 26″ nord, 1° 12′ 57″ est | « PA00082946 » | Inscrit        | 1946           | Immeuble |
| Immeuble Hôtel de Saint-Clar                                                        | 1 rue Rousset                                     | 44° 53′ 19″ nord, 1° 12′ 56″ est | « PA00082959 » | Inscrit        | 1944           | ImmeubleHôtel de Saint-Clar |
| Immeuble Hôtel de Grézel                                                            | 1 rue Salamandre                                  | 44° 53′ 23″ nord, 1° 13′ 03″ est | « PA00082960 » | Classé         | 1944           | ImmeubleHôtel de Grézel |
| Immeuble                                                                            | 10, 12 rue Fénelon                                | 44° 53′ 24″ nord, 1° 13′ 04″ est | « PA00082950 » | Inscrit        | 1944           | Immeuble |
| Immeuble                                                                            | 16 rue Fénelon                                    | 44° 53′ 24″ nord, 1° 13′ 05″ est | « PA00082952 » | Inscrit        | 1963           | Immeuble |
| Immeuble                                                                            | 2 rue de la Liberté                               | 44° 53′ 22″ nord, 1° 13′ 00″ est | « PA00082955 » | Inscrit        | 1944           | Immeuble |
| Immeuble                                                                            | 2 rue des Armes                                   | 44° 53′ 27″ nord, 1° 12′ 55″ est | « PA00082943 » | Inscrit        | 1944           | Immeuble |
| Immeuble                                                                            | 2 rue Lakanal                                     | 44° 53′ 18″ nord, 1° 12′ 59″ est | « PA00082953 » | Inscrit        | 1948           | Immeuble |
| Immeuble                                                                            | 28 rue de Cahors                                  | 44° 53′ 09″ nord, 1° 12′ 59″ est | « PA00082945 » | Inscrit        | 1945           | Immeuble |
| Immeuble Maison Lafon                                                               | 4 rue Landry                                      | 44° 53′ 23″ nord, 1° 13′ 04″ est | « PA00082954 » | Inscrit        | 1976           | ImmeubleMaison Lafon |
| Hôtel de Magnanat                                                                   | 4 rue Magnanat                                    | 44° 53′ 26″ nord, 1° 13′ 00″ est | « PA00082957 » | Inscrit        | 1944           | Hôtel de Magnanat |
| Immeuble                                                                            | 6 rue Fénelon                                     | 44° 53′ 24″ nord, 1° 13′ 03″ est | « PA00082949 » | Inscrit        | 1944           | Immeuble |
| Immeuble Hôtel de Royère puis de Roquefeuil                                         | 7 place de la Liberté                             | 44° 53′ 22″ nord, 1° 13′ 00″ est | « PA00082956 » | Inscrit        | 1944           | ImmeubleHôtel de Royère puis de Roquefeuil |
| Hôtel de Vassal                                                                     | 9 rue des Consuls                                 | 44° 53′ 26″ nord, 1° 12′ 59″ est | « PA00082947 » | Classé         | 1944           | Hôtel de Vassal |
| Immeuble                                                                            | 9 rue Montaigne impasse de la Vieille-Poste       | 44° 53′ 21″ nord, 1° 13′ 04″ est | « PA00082958 » | Inscrit        | 1946           | Immeuble |
| Immeuble                                                                            | impasse des Violettes                             | 44° 53′ 21″ nord, 1° 12′ 59″ est | « PA00082962 » | Inscrit        | 1977           | Immeuble |
| Maison à colombages                                                                 | 5 rue des Armes                                   | 44° 53′ 26″ nord, 1° 12′ 55″ est | « PA00082967 » | Inscrit        | 1963           | Maison à colombages |
| Maison de La Boétie et maison au fond de la cour                                    | place du Peyrou                                   | 44° 53′ 20″ nord, 1° 13′ 00″ est | « PA00082964 » | Classé Inscrit | 1889 2025      | Maison de La Boétie et maison au fond de la cour |
| Hôtel Plamon ou Maison des Consuls ou Hôtel de Tapinois de Beton                    | 6, 8 et 10 rue des Consuls                        | 44° 53′ 26″ nord, 1° 12′ 58″ est | « PA00082963 » | Classé         | 1889           | Hôtel Plamonou Maison des Consulsou Hôtel de Tapinois de Beton |
| Maison d'Anne de Dautrery                                                           | 8 place de la Liberté et impasse Anne de Dautrery | 44° 53′ 22″ nord, 1° 13′ 01″ est | « PA00082975 » | Inscrit        | 1962           | Maison d'Anne de Dautrery |
| Maison                                                                              | 4 rue de la Liberté                               | 44° 53′ 22″ nord, 1° 13′ 00″ est | « PA00082977 » | Inscrit        | 1946           | Maison |
| Maison                                                                              | 2 rue Tourny                                      | 44° 53′ 19″ nord, 1° 12′ 59″ est | « PA00082986 » | Inscrit        | 1946           | Maison |
| Hôtel de Goudin                                                                     | 1 place de la Liberté                             | 44° 53′ 25″ nord, 1° 13′ 01″ est | « PA00082974 » | Inscrit        | 1963           | Hôtel de Goudin |
| Maison                                                                              | 12 rue des Consuls                                | 44° 53′ 25″ nord, 1° 12′ 58″ est | « PA00082971 » | Inscrit        | 1962           | Maison |
| Hôtel de Labrousse                                                                  | 14 rue des Consuls                                | 44° 53′ 25″ nord, 1° 12′ 58″ est | « PA00082972 » | Classé         | 1962           | Hôtel de Labrousse |
| Maison                                                                              | 2 côte de Toulouse                                | 44° 53′ 23″ nord, 1° 12′ 56″ est | « PA00082985 » | Inscrit        | 1944           | Maison |
| Maison                                                                              | 5 rue d'Albusse                                   | 44° 53′ 22″ nord, 1° 13′ 03″ est | « PA00082966 » | Inscrit        | 1944           | Maison |
| Hôtel de Vacquier de Lamotte                                                        | 5 rue de la Liberté                               | 44° 53′ 21″ nord, 1° 13′ 01″ est | « PA00082978 » | Inscrit        | 1946           | Hôtel de Vacquier de Lamotte |
| Maison                                                                              | 6 place du Peyrou rue de La-Boétie                | 44° 53′ 20″ nord, 1° 12′ 59″ est | « PA00082981 » | Inscrit        | 1963           | Maison |
| Maison Hôtel de Carbonnier de Marzac                                                | 6 rue des Trois-Conils                            | 44° 53′ 19″ nord, 1° 12′ 55″ est | « PA00082987 » | Inscrit        | 1944           | MaisonHôtel de Carbonnier de Marzac |
| Maison                                                                              | 6 rue du Siège                                    | 44° 53′ 19″ nord, 1° 12′ 53″ est | « PA00082983 » | Inscrit        | 1944           | Maison |
| Maison                                                                              | 7 rue des Armes                                   | 44° 53′ 26″ nord, 1° 12′ 54″ est | « PA00082968 » | Inscrit        | 1944           | Maison |
| Hôtel de Mirandol                                                                   | 7 rue des Consuls                                 | 44° 53′ 26″ nord, 1° 12′ 58″ est | « PA00082970 » | Classé         | 1946           | Hôtel de Mirandol |
| Maison                                                                              | 7 rue Montaigne                                   | 44° 53′ 21″ nord, 1° 13′ 03″ est | « PA00082980 » | Inscrit        | 1977           | Maison |
| Maison                                                                              | 8 place du Peyrou                                 | 44° 53′ 19″ nord, 1° 12′ 59″ est | « PA00082982 » | Inscrit        | 1963           | Maison |
| Maison                                                                              | 8 rue de la Liberté                               | 44° 53′ 21″ nord, 1° 13′ 00″ est | « PA00082979 » | Inscrit        | 1962           | Maison |
| Maison gothique (maison Coq)                                                        | 8 rue du Siège                                    | 44° 53′ 19″ nord, 1° 12′ 53″ est | « PA00082984 » | Inscrit        | 1944           | Maison gothiquePierre Garrigou Grandchamp, Dordogne. Sarlat. Restauration d'une maison du XIVe siècle (8 rue du Siège/rue de Turenne ; parcelle cadastrale 122), p. 357-360, Société française d'archéologie, Bulletin monumental, 2000, no 158-4 ( Lire en ligne )(maison CoqLéna Badin, « Les secrets de la maison Coq », Sud Ouest édition Dordogne, 22 mars 2022, p. 23.) |
| Maison                                                                              | 9 place de la Liberté                             | 44° 53′ 23″ nord, 1° 13′ 01″ est | « PA00082976 » | Inscrit        | 1944           | Maison |
| Maison                                                                              | 9 rue de La-Boétie                                | 44° 53′ 20″ nord, 1° 12′ 56″ est | « PA00082969 » | Inscrit        | 1931           | Maison |
| Maison                                                                              | place de la Liberté                               | à géolocaliser                   | « PA00082973 » | Inscrit        | 1931           | Image manquante Téléverser |
| Partie subsistante du cimetière Saint-Benoît, enfeus et lanterne des morts          | Derrière l'ancienne cathédrale Saint-Sacerdos     | 44° 53′ 20″ nord, 1° 13′ 04″ est | « PA00082924 » | Classé         | 1981           | Partie subsistante ducimetière Saint-Benoît, enfeus et lanterne des morts |
| Ruines du château de Temniac                                                        | Temniac                                           | 44° 54′ 41″ nord, 1° 12′ 52″ est | « PA00082923 » | Classé         | 1969           | Ruines du château de Temniac |
| Tour de la Croix des Pechs                                                          |                                                   | 44° 53′ 07″ nord, 1° 14′ 10″ est | « PA00082988 » | Inscrit        | 1961           | Image manquante Téléverser |
| Vestiges de l'enceinte                                                              | 3 boulevard Voltaire                              | 44° 53′ 27″ nord, 1° 12′ 53″ est | « PA00082931 » | Inscrit        | 1944 1945      | Vestiges de l'enceinte |